# 理性の女神
『理性の女神』（りせいのめがみ、ドイツ語: Die Göttin der Vernunft）は、ヨハン・シュトラウス2世が作曲した全3幕のオペレッタ。

## 概要

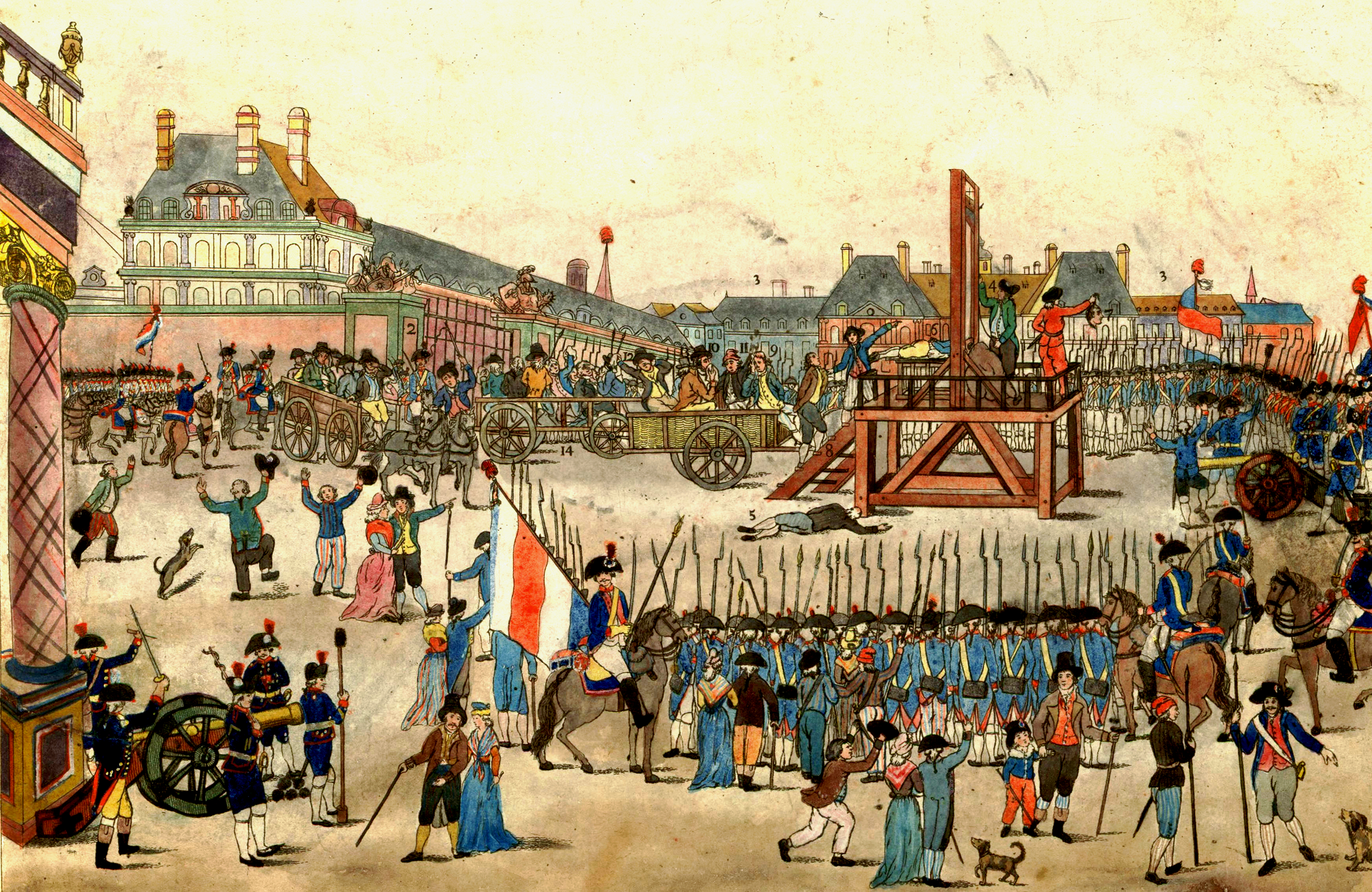
舞台設定となった恐怖政治当時のフランス

舞台設定はフランス革命の直後、ロベスピエールが恐怖政治を行っていた頃である。1896年7月12日頃、シュトラウス2世はオペレッタの台本を受け取ったが、この内容が全く気に入らず、8月には契約を廃棄しようと考えた。しかし台本提供者たちはこれに同意しようとはせず、契約の履行を迫られたシュトラウス2世は、仕方なしに作曲の筆を執った。
そして1897年3月13日、『理性の女神』はアン・デア・ウィーン劇場で初演された。初演日はお祭り騒ぎで、シュトラウス2世と親交のあった人々が、『理性の女神』を観るためにこぞってアン・デア・ウィーン劇場を訪れた。シュトラウス2世の親友であったブラームスは、末期の癌に苦しみながらも劇場に駆け付けた。彼の死の3週間前のことである。マーラー、ヴェルディ、さらにリヒャルト・シュトラウスなどもブラームスとともに初演日の客席の中にいた。リヒャルト・ホイベルガーは、シュトラウス2世がインスピレーションを「節約」したために、劇中の音楽で良いのはせいぜい二、三曲だと評している。
ホイベルガーの批評は的を射たものであった。当初から乗り気でないシュトラウス2世の筆はなかなか進まず、初演の時になってもまだ序曲ができていない有様だったのである。序曲がようやく披露されたのは、25回目の公演になってからであった。
シュトラウス2世の音楽はそれなりには評価されたが、批評家たちによる台本のほうの評価は、けっして思わしいものではなかった。台本の混乱ぶりから『無理性の女神』というあだ名が付けられる始末であった。『Die Neue Freie Presse』紙は、「血にまみれたギロチンを花でごまかすことができるか」と疑問を呈した。『フレムデンブラット』紙は、「台本作家は、演技の論理的な組み立てよりも、色のあやなす情景のほうに熱を入れたらしい」と書いた。あれこれ言われたが、出演者たちの演技も良かったことから、劇場の演目から消えるまでに36回の上演回数があった。
シュトラウス2世の死後、フェルディナント・シュトルバークによって音楽はそのままにして全面的に台本が書き直され、1909年12月にライムント劇場において『裕福な娘（Reiche Mädchen）』として上演されると、原作『理性の女神』を超える大成功となった。

## ニューイヤーコンサートと《序曲》
ウィーン・フィルハーモニー管弦楽団によるニューイヤーコンサートへの登場は、以下の通りである。
- 1996年 - ロリン・マゼール指揮

## 関連作品
このオペレッタの劇中音楽から生まれた作品群
- ワルツ『今日は今日』（作品471）
- ポルカ『まあ、つべこべ言わずに』（作品472）
- 行進曲『我らの旗のひらめくところ』（作品473）
- ポルカ・マズルカ『まどろむ切妻』（作品474）
- ギャロップ『チャンスをつかめ』（作品475）
- 『理性の女神』カドリーユ（作品476）